# Martin Malvy
Pour les articles homonymes, voir Malvy.
Martin Malvy, né le 24 février 1936 dans le 16e arrondissement de Paris, est un journaliste, homme politique français et ancien ministre du gouvernement français. 
Président socialiste de la région Midi-Pyrénées du 6 avril 1998 au 31 décembre 2015, il obtient en 2010, le plus haut score des élections régionales françaises. Il est du 1er au 4 janvier 2016, président par intérim du conseil régional de Languedoc-Roussillon-Midi-Pyrénées.

## Biographie
Il est le petit-fils de Louis Malvy, ministre de l'Intérieur durant la Première Guerre mondiale, et l'arrière-petit-fils de Henri de Verninac-Saint-Maur (1841-1901) ou Charles de Verninac ou François Charles de Verninac, sénateur. Après avoir passé ses études secondaires au lycée Gambetta de Cahors, il entra à la faculté de droit de Toulouse où il passa une licence. À partir de 1960 et jusqu'en 1977, il fut journaliste à Sud Ouest, la Nouvelle République du Centre-Ouest et la Dépêche du Midi.
Il inaugure la Foire Exposition de Figeac, en septembre 1991 avec la présence de Lionel Jospin.
Le maire de Figeac, fut également ministre du Budget d'octobre 1992 à mars 1993 dans le gouvernement de Pierre Bérégovoy sous la présidence de François Mitterrand.
Le 12 janvier 2012, il est nommé par Jean-Pierre Bel à la commission de surveillance de la Caisse des dépôts et consignations.
Martin Malvy rend hommage à Pierre Mauroy, en 2013
En 2015, les anciennes places de l’abbaye et tout près du Musée de l'automate de Souillac porteront le nom de l’esplanade Alain Chastagnol. La municipalité de Jean-Michel Sanfourche rend hommage à implication de l'ancien maire de 1977 à 2008, pour qu'il existe un témoignage de la ville de Souillac à Alain Chastagnol. L’esplanade Alain Chastagnol est inaugurée par Jacques Toubon, ancien ministre chargé de la Francophonie, défenseur des droits. L’inauguration a lieu en présence de Jean-Jacques de Peretti, ancien ministre, maire de Sarlat-la-Canéda, de Jacques Godfrain, ancien ministre de la Coopération, du président de la région Midi-Pyrénées et d'autres élues,.
Bien que président du conseil régional depuis seize ans, il ne se représente pas aux régionales de 2015. En 2010, sa liste d’union de la gauche avait totalisé presque 68% des suffrages exprimés. 
Martin Malvy rend hommage à l’ex président de la République François Mitterrand pour le centenaire de sa naissance (1916-2016), avec des invités tels que Michèle Cotta, Hubert Védrine, Jack Lang et d'autres personnalités,.

## Synthèse des mandats

### Mandats locaux
- 1977 - 2001 : maire de Figeac
- Adjoint au maire de Figeac depuis 2001
- 2014 - 2018 : Président du Grand Figeac
- 1970 - 2001 : conseiller général du Lot (élu dans le canton de Vayrac)
  - 1972 - 1977 : vice-président du conseil général du Lot
- 1996 - 2015 : Conseiller régional de Midi-Pyrénées
  - 1998 - 2015 : Président du conseil régional de Midi-Pyrénées
- 1 au 4 janvier 2016 : Président de la région Occitanie (intérim)

### Fonctions parlementaires
- 1978 - 1984 ; 1986 - 1992 et de 1993 à 1998 : député PS du Lot
- 1978 - 1981 : rapporteur du Budget de la consommation à l'Assemblée nationale
- 1981 - 1984 : rapporteur du Budget de l'Agriculture
- 1981 - 1983 : vice-président de l'Assemblée nationale
- 1988 : rapporteur de la commission des Finances pour les affaires européennes
- 1989 - 1992 : président du Conseil supérieur de l'électricité et du gaz
- 1984 : président de la délégation chargée des problèmes d'information sur l'Assemblée et Président du Comité consultatif de l'utilisation de l'énergie
- 1993 - 1995 : président du groupe socialiste de l'Assemblée Nationale

### Fonctions ministérielles
- 1984 - 1986 : secrétaire d'État auprès du ministre du Redéploiement industriel et du Commerce extérieur, chargé de l'énergie
- 1992 : secrétaire d'État aux Relations avec le Parlement auprès du Premier ministre, Porte-parole du gouvernement
- 1992 - 1993 : ministre du Budget

### Autres fonctions
- Président de l'association Midi-Pyrénées Europe
- Président d'honneur de l'Association des petites villes de France (APVF)
- Président de la Maison européenne des pouvoirs locaux français en 2008-2009 (MEPLF)
- Président de Sites & Cités remarquables de France[9] (anciennement ANVPAH & VSSP) de 2000 à 2025[10].
- Porte-parole de l'Association des régions de France (ARF)
- Président de l'association TGV Sud-Ouest
- Président du comité de bassin Adour-Garonne

## Décorations
- Officier de la Légion d'honneur Il est fait chevalier le 31 décembre 1998[11], puis est promu officier le 12 juillet 2013[12].
- Commandeur de l'ordre national du Mérite Il est directement fait commandeur le 14 novembre 2016[13].